# Metal Ligaen
Metal Ligaen (auch Superisligaen) ist die höchste professionelle Spielklasse im dänischen Eishockey der Männer. Sie trägt seit 1998 einen Sponsorennamen. Seit 2014 ist die dänische Gewerkschaft Dansk Metal Hauptsponsor.
Frühere Namen lauteten 1. division (1960–85), Eliteserien (1985–98), Codan Ligaen (1998–2001), Sanistål Ligaen (2001/02), SuperBest Ligaen (2002–04), Oddset Ligaen (2004–07), AL-Bank Ligaen (2007–13).
Amtierender dänischer Meister ist Rungsted Seier Capital (2020/21).

## Geschichte

Logo von Oddset, einer Sportwette von Danske Spil

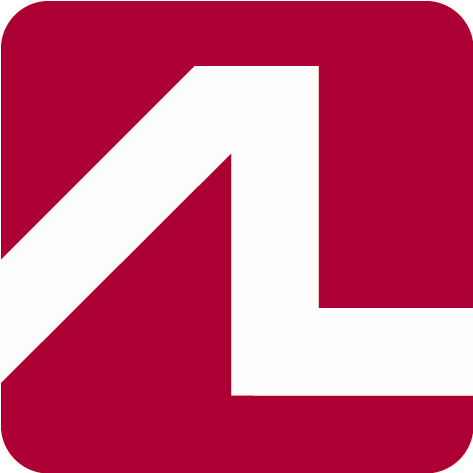
Logo der Bank Arbejdernes Landsbank

Die erste dänische Eishockeymeisterschaft wurde 1955 ausgespielt, wobei eine Mannschaft aus Jütland auf zwei Vereine der Insel Seeland traf. In den folgenden Jahren fand diese Meisterschaft nur unregelmäßig statt, da in manchen Wintern nicht genügend Frost herrschte, um Eisflächen zu präparieren. Auch die ausgetragenen Turnierspiele litten oft unter schlechten Eisbedingungen aufgrund von Tauwetter.
1960 rief die Dänische Eishockeyunion (Danmarks Ishockey Union – DIU) mit der 1. division und 2. division einen regulären Ligenspielbetrieb ins Leben. Zwischen erster und zweiter Spielklasse fand eine Relegation statt, wobei der Letztplatzierte der 1. division auf den Sieger der zweiten Liga traf. Dieses Spielsystem wurde bis 1985 beibehalten, ehe es zu einer Ligenreform kam. Im Rahmen dieser Reform wurde die höchste Spielklasse in Eliteserien umbenannt, während die 1. division als neue zweite Ligenstufe eingeordnet wurde.
In den Spielzeiten 1985/86 bis 1991/92 erreichten die besten vier Mannschaften der Hauptrunde die Finalrunde, die entweder als Einfachrunde oder als Play-offs gespielt wurde. Ab der Saison 1992/93 nahmen die besten sechs Teams der Hauptrunde (Eliteserien) an der Endrunde teil, die in einer Einfachrunde ausgespielt wurde und Superisligaen (von Super-Is-Ligaen) genannt wurde. Danach folgte das Halbfinale und Finale für die besten vier Mannschaften der Superisligaen.
Für die Saison 1994/95 wurde das Spielformat für die Superisligaen erneut geändert – zwei Gruppen, bestehend aus jeweils drei Mannschaften, spielten die zwei Teilnehmer am Finale aus. Zwei Jahre später wurde das Format der Superisligaen wieder geändert, indem erneut eine Gruppenphase mit sechs Mannschaften sowie ein Playoff-Viertelfinale eingeführt wurde. Dieser Modus wurde für zwei Jahre beibehalten. Zwischen 1985 und 1998 wurde die Hauptrunde (oder erste Saisonphase) Eliteserien und die Gruppenphase der Endrunde Superisligaen genannt.
Die besten acht Teams der Hauptrunde erreichten die zweite Saisonphase, in der in zwei Gruppen mit vier Mannschaften die vier Teilnehmer am Playoff-Halbfinale ausgespielt wurden. Dieser Modus wurde in den folgenden Jahren beibehalten. Für die Saison 2003/04 wurde die Gruppenphase der Endrunde (Superisligaen) gestrichen und stattdessen ein Playoff-Viertelfinale eingeführt. Im Zuge dieser Veränderung wurde die traditionelle Bezeichnung Eliteserien durch Superisligaen ersetzt.

## Modus
In der Saison 2018/19 gehören der Liga zehn Teams an, die 45 Spiele gegeneinander in einer regulären Saison absolvierten. Die ersten sechs Mannschaften qualifizierten sich direkt für das Play-off-Viertelfinale. Die beiden restlichen Plätze für das Viertelfinale werden im Play-In zwischen den Plätzen 7–10 ausgespielt. Alle Play-off-Spiele vom Viertelfinale bis hin zum Finale wurden im Modus „Best of Seven“ ausgetragen.

## Vereine 2018/19
| - Aalborg Pirates - Esbjerg Energy - Frederikshavn White Hawks - Herlev Eagles - Herning Blue Fox | - Hvidovre Fighters - Odense Bulldogs - Rødovre Mighty Bulls - Rungsted IK - SønderjyskE Ishockey |